# Pyhäjärvi (Kymmenedalen)
Pyhäjärvi är en sjö i kommunerna Kouvola och Itis i landskapet Kymmenedalen i Finland. Sjön ligger 65,3 meter över havet. Den är 22 meter djup. Arean är 61,8 kvadratkilometer och strandlinjen är 177,32 kilometer lång. Sjön  ingår i Kymmene älvs huvudavrinningsområde.   Den ligger omkring 58 km norr om Kotka och omkring 120 km nordöst om Helsingfors. Sydvästra delen av Pyhäjärvi är Pelinginselkä. Sjöns största öar är Hiidensaari, som har broförbindelse, Salonsaari och Nielassaari. I utloppet i Kymmene älv (Välikymi) i sydost ligger Hovinsaari.
Några andra sjöar i närheten är åt Musta-Ruhmas åt nordväst, Iso-Ruhmas åt norr och Sonnanjärvi åt nordöst.  